# Layahima zonata
Layahima zonata är en insektsart som först beskrevs av Luisa Eugenia Navas 1919.  Layahima zonata ingår i släktet Layahima och familjen myrlejonsländor. Inga underarter finns listade i Catalogue of Life.